# Военно-исторические комиссии
Военно-исторические комиссии (ВИК) — временные органы в Вооружённых силах России имперского периода по изучению опыта ведения войн, в тот или иной период.
ВИК создавались в России для изучения,обобщения и составления официальной истории войн и выдаче рекомендаций для дальнейшего усовершенствования вооружённых сил.

## Военно-историческая комиссия по описанию русско-турецкой войны
Создана в 1879 году при Главном штабе. В 1886 году составление описания войны на Кавказском театре было передано военно-историческому отделу штаба Кавказского военного округа. В 1897 году были подготовлены к изданию 3 тома, но военный министр П. С. Ванновский забраковал рукопись ввиду содержавшейся в ней критики в адрес русского командования. В 1911 году Военно-историческая комиссия закончила свою работу и была ликвидирована.
Всего за 1898—1913 были изданы:
- «Описание русско-турецкой войны 1877—1878 на Балканском полуострове», 1901-16, в 9 тт. (14 книг, объём около 400 печатных листов) с атласом;
- «Особое прибавление» (в. 1-6, 1899—1911; дипломатические документы, переписка императора с главнокомандующим и генералом Э. И. Тотлебеном, секретные материалы по плану войны, донесения военных агентов), не подлежащее оглашению.

## Военно-историческая комиссия по описанию русско-японской войны 1904-1905
Создана в 1906 году при Главном управлении Генштаба. Председателем её был назначен участник войны генерал-майор В. И. Гурко. В состав комиссии вошли: полковники Рерберг Ф. П., Илинский С. П., Минут В. Н., Хвостов А. М., Адариди К. М., Симанский П. Н., Грулев М. В., Сиверс Н. Н., инженер-полковник Шварц А. В., барон Н. А. Корф — заведующий картографической частью и полковник К. К. Агафонов — заведующий делопроизводством, архивом и печатанием.
К началу 1910 работа была закончена, и в течение 1910 была издана «Русско-японская война 1904—1905» в 9 томах и с атласом:
- Том 1. «Обстановка перед войной» (автор — полковник Симанский П. Н.)
- Том 2. (2 книги). Первый период:
  - ч. 1. «От начала военных действий до боя под Вафайгоу 1 июня».
  - ч. 2. «Бой под Вафангоу и военные действия до боя у Ташичао».
- Том З. (2 книги):
  - ч. 1. «Обстановка в первых числах июля. Июльские бои. Перерыв военных действий в период дождей».
  - ч. 2. "От возобновления военных действий 10 августа до сосредоточения русской армии к Ляоянским позициям 18 августа 1904 г.
  - ч. 3. «Ляоянское сражение, отступление русской армии к г. Мукдену».
- Том 4. «Шахэ — Сандепу» (2 книги):
  - ч. 1. «Сражение на р. Шахэ».
  - ч. 2. «Зимний период кампании и сражение у Сандепу».
- Том 5. «Мукденское сражение» (2 книги).
  - ч. 1. «События, непосредственно предшествовавших Мукденскому сражению, я самое сражение до приказания главнокомандующего об отходе III-й и 1-й армий к Хунхэ».
  - ч. 2 «От отхода к р. Хунхэ до сосредоточения на Сыпингайских позициях».
- Том 6. «Сыпингайский период».
- Том 7. «Тыл действующей армии» (2книги).
  - ч. 1. «Организация и деятельность управлений действующей армии»
  - ч. 2. «Пути сообщения. Средства передвижений и сношений».
- Том 8. «Оборона Квантуна и Порт-Артура» (2 книги).
  - ч. 1. "От начала войны до тесного обложения (17 июля 1904),
  - ч. 2. "От начала тесного обложения до конца осады (17 июля — 20 декабря 1904 г.).
- Том 9. «Второстепенное театры военных действий» (1 книга).
  - ч. 1. «Военные действия в Северо — Восточной Корее».
  - ч. 2. «Военные действия на о. Сахалине и на западном побережье Татарского пролива».
  - ч. 3. «Оборона Южно-Уссурийского края».
  - ч. 4. «Оборона крепости Владивосток».

## Историческая комиссия по описанию действий флота в русско-японскую войну 1904—1905
Создана в 1908 при морском Генштабе. Издания комиссии:
- Русско-японская война 1904—1905 гг. Работа исторической комиссии по описанию действий флота в войну 1904—1905 гг. при морском Генштабе в 7 томах;
  - Том 1. — 1912 г. «Действия флота на южном театре от начала войны до перерыва сообщений с Порт-Артуром». События в 26 января по 23 апреля 1904 г.
  - Том 2. — 1913 г. «Действия флота на южном театре от перерыва сообщений с Порт-Артуром до морского боя 28 июля (10 августа) в Желтом море». События в период командования порт-артурской эскадрой контр-адмирала Витгефта.
  - Том 3. — 1915 г. "Морское сражение в Желтом море 28 июля (10 августа) 1904 г. Захват японцами миноносца «Решительный» в Чифу.
  - Том 4. — 1916 г. «Действия флота на южном театре и действия морских команд при обороне Порт-Артура после морского сражения в Желтом море 28 июля (10 августа) 1904 г. до конца осады крепости»
  - Том 5. — 1916 г.
  - Том 6. — 1917 г. «Поход Второй Тихоокеанской эскадры на Дальний Восток»
  - Том 7. — 1917 г. «Цусимская операция».
- Русско-японская война 1904—1905 гг. Действия флота. Документы, изданные исторической комиссией… (отдел 1-4, 1907-14) и др.
- Хронологический перечень военных действий флота в 1904—1905 гг.
- Разбор боя 28 июля 1904 года

## Военно-историческая комиссия по описанию Первой мировой войны
При военно-исторической части (позднее в составе военно-исторического отдела) Всероглавштаба. Учреждена приказом Наркомвоена № 688, от 13 августа 1918 года (с 15 ноября 1918 года называлась Комиссией по исследованию и использованию опыта войны 1914-18, затем Военно-исторической комиссией); расформирована 29 мая 1921 года.
Председателями комиссии были В. Н. Клембовский (август — октябрь 1918) и А. А. Свечин (с ноября 1918). Было подготовлено 39 работ о Первой мировой войне и 13 — о Гражданской войне, опубликовано 44 работы. На их основе был издан «Стратегический очерк войны 1914—1918» (т. 1-7, 1920-23). В труде приводятся многие оперативные документы и даётся фактологическое описание войны на русском фронте.
- Стратегический очерк войны 1914—1918 гг. Часть 1
- Стратегический очерк войны 1914—1918 гг. Часть 3